# Wepuskow Sahgaiechan165D
Wepuskow Sahgaiechan165D är ett reservat i Kanada.   Det ligger i provinsen Saskatchewan, i den centrala delen av landet, 2 500 km väster om huvudstaden Ottawa. Wepuskow Sahgaiechan165D ligger vid sjön Keeley Lake.
Trakten runt Wepuskow Sahgaiechan165D är nära nog obefolkad, med mindre än två invånare per kvadratkilometer.